# Marathon de Shanghai
Le Marathon de Shanghai est une course de marathon se déroulant tous les ans, en décembre, dans les rues de Shanghai, en Chine. Créée en 2000, l'épreuve fait partie du circuit international des IAAF Road Race Label Events, dans la catégorie des « Labels d'or ».

## Vainqueurs
| Édition | Année | Vainqueur (Homme)         | Pays           | Temps   | Vainqueur (Femme)      | Pays     | Temps   |
| ------- | ----- | ------------------------- | -------------- | ------- | ---------------------- | -------- | ------- |
| 23e     | 2023  | Philimon Kiptoo Kipchumba | Kenya          | 2:05:35 | Siranesh Yirga         | Éthiopie | 2:21:28 |
| 22e     | 2022  | Yang Shaohui              | Chine          | 2:16:04 | Zhang Deshun           | Chine    | 2:28:17 |
| 21e     | 2020  | Jia Erenjia               | Chine          | 2:12:44 | Li Zhixuan             | Chine    | 2:26:39 |
| 20e     | 2019  | Paul Lonyangata           | Kenya          | 2:08:11 | Yebrgual Melese        | Éthiopie | 2:23:19 |
| 19e     | 2018  | Seyefu Tura               | Éthiopie       | 2:09:18 | Yebrgual Melese        | Éthiopie | 2:20:36 |
| 18e     | 2017  | Stephen Mokoka            | Afrique du Sud | 2:08:35 | Roza Dereje            | Éthiopie | 2:22:43 |
| 17e     | 2016  | Stephen Mokoka            | Afrique du Sud | 2:10:18 | Roza Dereje            | Éthiopie | 2:26:18 |
| 16e     | 2015  | Paul Lonyangata           | Kenya          | 2:07:14 | Nguriatukei Raelkiyara | Kenya    | 2:26:23 |
| 15e     | 2014  | Stephen Mokoka            | Afrique du Sud | 2:08:43 | Tigist Tufa            | Éthiopie | 2:21:52 |
| 14e     | 2013  | Stephen Mokoka            | Afrique du Sud | 2:09:29 | Aberu Kebede           | Éthiopie | 2:23:28 |
| 13e     | 2012  | Sylvester Teimet          | Kenya          | 2:09:01 | Feyse Tadese           | Éthiopie | 2:23:07 |
| 12e     | 2011  | Willy Koitile             | Kenya          | 2:10:21 | Kebebush Haile         | Éthiopie | 2:24:08 |
| 11e     | 2010  | Gashaw Asfaw              | Éthiopie       | 2:11:36 | Nailya Yulamanova      | Russie   | 2:26:05 |
| 10e     | 2009  | Gashaw Asfaw              | Éthiopie       | 2:10:10 | Wei Yanan              | Chine    | 2:27:49 |
| 9e      | 2008  | Gashaw Asfaw              | Éthiopie       | 2:09:29 | Irina Timofeyeva       | Russie   | 2:26:19 |
| 8e      | 2007  | Samy Tum                  | Kenya          | 2:13:01 | Lidia Simon            | Roumanie | 2:29:28 |
| 7e      | 2006  | Paul Korir                | Kenya          | 2:15:25 | Zhang Xin              | Chine    | 2:32:07 |
| 6e      | 2005  | Han Gang                  | Chine          | 2:13:22 | Zhang Shujing          | Chine    | 2:34:25 |
| 5e      | 2004  | Benson Mbithi             | Kenya          | 2:17:55 | Wei Yanan              | Chine    | 2:30:37 |
| 4e      | 2003  | Jiang Chengguo            | Chine          | 2:22:23 | Qie Liping             | Chine    | 2:46:45 |
| 3e      | 2002  | Katsumi Tsuchiya          | Japon          | 2:19:02 | Zhang Shujing          | Chine    | 2:30:43 |
| 2e      | 2001  | Zhan Donglin              | Chine          | 2:18:58 | Zhang Shujing          | Chine    | 2:31:54 |
| 1re     | 2000  | Hailu Negussie            | Éthiopie       | 2:18:17 | Zhong Guoshang         | Chine    | 2:46:49 |

 Record de l'épreuve